# Matt Pokora
Matt Pokora, właśc. Matthieu Tota (ur. 26 września 1985 w Strasburgu) – francuski piosenkarz, tancerz i kompozytor polskiego pochodzenia, zaistniał na polskim rynku muzycznym dzięki piosenkom „Catch Me if You Can” i „Dangerous”, które ukazały się w 2008.

## Wczesne lata
Urodził się w Strasburgu, jako syn Brigitte i André Toty, byłego francuskiego piłkarza polskiego pochodzenia. Wychowywał się ze starszym bratem Julienem, który wprowadził go do świata muzyki dzięki albumowi Bad Michaela Jacksona. W 1998 jego rodzice rozwiedli się.

## Kariera muzyczna
W 2003 wraz z grupą rap Mic Unity wziął udział w trzeciej edycji programu Popstars, odnosząc sukces na każdym etapie. Razem z Otisem i Lionelem (pozostałymi zwycięzcami Popstars 3) stworzył formację Linkup. O ile pierwszy singiel „Mon Étoile” był zdecydowanym hitem we Francji, o tyle drugi utwór, „Un Seconde d'Éternité”, był kompletnym rozczarowaniem na listach przebojów. Wydany w 2003 album studyjny pt. Notre Étoile (w tym jeden utwór był nagrany wspólnie z zespołem Blue) nie osiągnął nawet umiarkowanego sukcesu. W 2004 grupa Linkup rozpadła się.

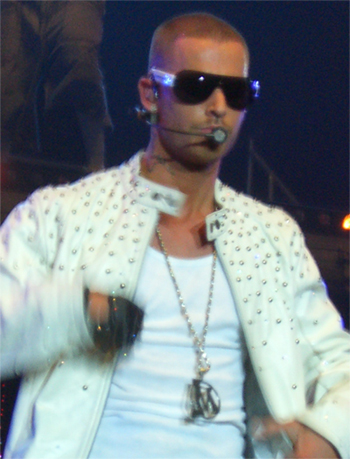
Matt Pokora podczas koncertu, styczeń 2007

Niedługo po odejściu z zespołu Tota rozpoczął solową karierę pod pseudonimem Matt Pokora. Cover zespołu Kool and the Gang „Get Down On It” w jego wykonaniu znalazł się w filmie animowanym Asterix i wikingowie (2006). W 2007 pracował nad trzecim albumem w USA z producentami, takimi jak Timbaland czy Ryan Leslie. Album został wydany 24 marca 2008 w dziesięciu krajach. W wersji podstawowej znalazło się 14 piosenek, w tym tylko dwie po francusku. 23 sierpnia 2008 wziął udział w Sopot Festival, gdzie zajął trzecie miejsce piosenką „Catch Me If You Can”. 31 sierpnia w Krakowie wystąpił gościnnie w programie telewizji TVN Po prostu tańcz z Gwiazdami, w którym Polacy pobili rekord Guinnessa w liczbie jednocześnie tańczących par. Również w 2008 wystąpił też w koncercie „Hity Na Czasie”. W styczniu 2009 zaśpiewał na 9. gali NRJ Music Awards. W kwietniu był gwiazdą specjalną gali Eska Music Awards w Łodzi, gdzie odebrał nagrodę dla najlepszego artysty pop. W czerwcu wziął udział w koncercie podczas imprezy w stolicy Polski „Wianki nad Wisłą 2009”. 23 listopada wystąpił gościnnie w polskich programach telewizyjnych: Taniec z gwiazdami, Dzień dobry TVN i Fabryka Gwiazd. W tym samym miesiącu dał koncert w Hali Sportowej w Gorzowie Wielkopolskim.

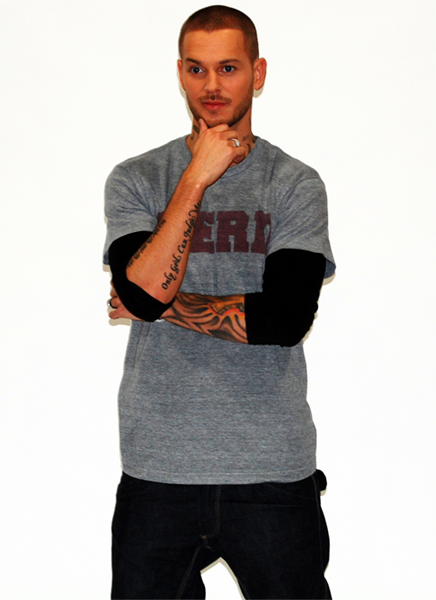
Matt Pokora (2008)

W lipcu 2010 wystąpił podczas imprezy Eska Music Show w Szczecinku. 23 sierpnia ukazał się w wersji francuskiej czwarty album Mise a jour, zaś krążek w wersji angielskiej Updated, przeznaczonej na rynek europejski, został wydany 14 marca 2011. Zarówno album francuski, jak i angielski promował singiel „Juste une photo de toi”. W styczniu 2011 brał udział na gali rozdania 10. NRJ Music Awards, otrzymując tym samym dwie nagrody w kategorii Najlepszy Francuski Artysta Roku oraz Najlepsza Francuska Piosenka Roku – „Juste une photo de toi”. W 2011 roku brał udział w programie TF1 Danse avec les stars. Jego partnerką została Katrina Patchett, z którą zajął w pierwsze miejsce w finale. W tym samym roku został jednym z pięciu laureatów światowego konkursu My YouTube Francais. Od września do grudnia odbywał trasę koncertową pt. Mise A Jour po Francji.

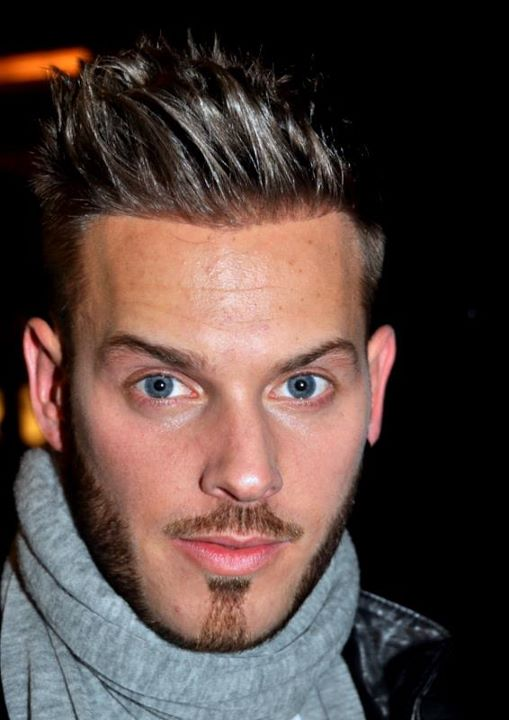
Matt Pokora na gali NRJ Music Awards, styczeń 2012

W 2012 wziął udział w nagraniu singla charytatywnego „Je reprends ma route” wspierającego organizację UNITAID, który ukazał się 24 września 2012, wykonanego przez formację Les Voix de l'Enfant (Głos dziecka) w towarzystwie wykonawców, takich jak: Quentin Mosimann, Joyce Jonathan, Emmanuel Moire, Marie Myriam, Gérard Lenorman, Florent Mothe, Mikelangelo Loconte, Pedro Alves, Merwan Rim i Yannick Noah. 28 stycznia w Cannes zdobył statuetki NRJ Music Awards za wygraną w dwóch kategoriach: „Francuski artysta roku” oraz „Francuska piosenka roku”, pokonując m.in. Davida Guettę. W tym czasie wydał też utwór „Wanna Feel You Now”, który został nagrany z Patricią Kazadi. W lutym para nagrała w Warszawie oficjalny wideoklip do piosenki. W kwietniu wydał piąty album studyjny pt. À la recherche du bonheur. Płyta zdobyła popularność we Francji i Szwajcarii. W maju 2012 rozpoczął trasę koncertową, która promowała jego najnowszy album. Dzięki ogromnemu sukcesowi i zainteresowaniu, jakim cieszyła się wśród fanów trasa na terenie całej Francji, pod koniec 2012 roku Matt Pokora zagrał dwa duże koncerty w paryskim Bercy (15 i 16 grudnia). Występy te zostały sfilmowane i zarejestrowane na DVD. W maju 2012 znalazł się na okładce magazynu „Men’s Health”.
26 stycznia 2013 w Cannes, doceniony przez fanów, kolejny raz stał się laureatem nagrody NRJ Music Awards w kategorii Francuski Artysta Roku. 4 marca miało swoją premierę DVD koncertowe pt. A La Poursuite Du Bonheur Tour Live a Bercy. W 2013 pojawił się na teatralnej scenie, grając tytułową rolę w musicalu Robin des Bois, opartym na legendzie Robin Hooda. Spektakl miał premierę 26 września w Paryżu i był wystawiany niemal do końca 2014 na terenie całej Francji i Belgii. Wraz z innymi artystami współtworzącymi musical nagrał płytę pt. Robin des Bois – Ne renoncez jamais, która już w zaledwie dwa miesiące od swojej premiery, zyskała we Francji status platynowej. Od 10 do 14 kwietnia gościł w Polsce, gdzie promował linię mebli ze swojej kolekcji „PlugIn inspired by M.Pokora”, stworzonej dla firmy Exsud. Wystąpił także jako gość specjalny na 13. urodzinach Fashion Magazine w warszawskiej Soho Factory oraz uświetnił pierwszy odcinek na żywo trzeciej edycji programu X Factor, wykonując z Patricią Kazadi ich wspólny singiel „Wanna Feel You Now”. W październiku w Paryżu odbył się pokaz damskiej linii odzieżowej sygnowanej nazwiskiem Matta „Oôra by M. Pokora”. Ubrania rozprowadzane są na terenie Francji, Belgii, Chin i Arabii Saudyjskiej przez sklep Cache Cache. W kwietniu 2014 roku premierę miała wiosenno-letnia kolekcja marki.
W lutym 2015 wydał szósty album studyjny pt. R.E.D. (Rythmes Extrêmement Dangereux), który dotarł do pierwszego miejsca listy sprzedaży we Francji. Odbył trasę koncertową, który zajmowała większą część roku. Zaledwie rok później, 21 października 2016 powrócił z „My Way”, hołdem dla Claude’a François. Od 2016 jest trenerem w programach The Voice Kids France i The Voice: la plus belle voix. W marcu 2019 wydany został singiel „Les planètes”, zapowiadający album Pyramide.

## Życie prywatne
Spotykał się z algierską tancerką hip-hopowa Sofią Boutellą (2008) i Alexandrą Trovato (w sierpniu 2012). W sierpniu 2017 związał się z amerykańską aktorką i piosenkarką Christiną Milian, z którą ma dwóch synów: Isaiaha (ur. 2020) i Kenna (ur. 2021).

## Nagrody
| Rok  | Nagroda                         | Kategoria                                                          | Tytuł                    |
| ---- | ------------------------------- | ------------------------------------------------------------------ | ------------------------ |
| 2003 | NRJ Music Awards 2006           | Francuska piosenka roku                                            | „Elle me contrôle”       |
| 2003 | NRJ Music Awards 2006           | Wideoklip roku                                                     | „Elle me contrôle”       |
| 2003 | Hit Machine d’or                | Francuski wokalista roku                                           | –                        |
| 2007 | NRJ Music Awards 2007           | Francuski wokalista roku                                           | –                        |
| 2007 | NRJ Music Awards 2007           | Wideoklip roku                                                     | „De retour”              |
| 2008 | Plebiscyt „Popcornu”            | Najlepszy artysta pop                                              | –                        |
| 2008 | NRJ In The Park (Niemcy)        | Nagroda honorowa za całokształt dokonań w międzynarodowej karierze | –                        |
| 2009 | Eska Music Awards 2009          | Najlepszy artysta pop                                              | –                        |
| 2010 | NRJ Music Awards 2010           | Najlepszy francuski wokalista                                      | –                        |
| 2010 | NRJ Music Awards 2010           | Najlepsza piosenka francuska                                       | „À nos manqués actes”    |
| 2011 | NRJ Music Awards 2011           | Francuski wokalista roku                                           | –                        |
| 2011 | NRJ Music Awards 2011           | Najlepszy utwór francuski roku                                     | „Juste une photo de roi” |
| 2011 | Le Ch'ti Award                  | Nagroda honorowa za całokształt dokonań w 8-letniej karierze       | –                        |
| 2012 | NRJ Music Awards 2012           | Francuski wokalista roku                                           | –                        |
| 2012 | NRJ Music Awards 2012           | Najlepszy utwór francuski roku                                     | „À nos actes manqués”    |
| 2012 | Planéte Timbre                  | Ulubiony piosenkarz francuski                                      | –                        |
| 2012 | Trophée Marianne                | Ulubiony piosenkarz francuski                                      | –                        |
| 2013 | NRJ Music Awards 2013           | Francuski wokalista roku                                           | –                        |
| 2014 | Medal honorowy Strasburga       | –                                                                  | –                        |
| 2014 | NRJ Music Awards 2014           | Francuski wokalista roku                                           | –                        |
| 2015 | Nickelodeon Kids’ Choice Awards | Francuski artysta muzyczny                                         | –                        |
| 2015 | NRJ Music Awards 2015           | Francuski wokalista roku                                           | –                        |

## Dyskografia
Albumy studyjne
| Rok  | Tytuł                                                             | Pozycja w notowaniu | Pozycja w notowaniu | Pozycja w notowaniu | Pozycja w notowaniu |
| Rok  | Tytuł                                                             | FR                  | FR DL               | BEL                 | SWI                 |
| ---- | ----------------------------------------------------------------- | ------------------- | ------------------- | ------------------- | ------------------- |
| 2003 | Notre étoile (jako Linkup) - Wydany: listopad 2003                | 1                   | —                   | —                   | 53                  |
| 2004 | M.Pokora - Wydany: październik 2004 - Sprzedaż: 163 000 (Francja) | 21                  | —                   | 28                  | —                   |
| 2006 | Player - Wydany: styczeń 2006 - Sprzedaż: 206 000 (Francja)       | 1                   | —                   | 8                   | 37                  |
| 2008 | MP3 - Wydany: 24 marca 2008 - Sprzedaż: 110 000 (Francja)         | 7                   | 10                  | 6                   | 32                  |
| 2010 | Mise à jour - Wydany: 23 sierpnia 2010                            | —                   | —                   | —                   | —                   |

Single
| Rok                                                      | Tytuł                                         | Pozycja w notowaniu | Pozycja w notowaniu | Pozycja w notowaniu | Pozycja w notowaniu | Pozycja w notowaniu | Pozycja w notowaniu | Pozycja w notowaniu | Pozycja w notowaniu | Pozycja w notowaniu | Pozycja w notowaniu | Pozycja w notowaniu | Album        |
| Rok                                                      | Tytuł                                         | FR                  | FR DL               | BEL                 | SWI                 | SWE                 | GER                 | FIN                 | MAL                 | TUR                 | POL                 | MEX                 | Album        |
| -------------------------------------------------------- | --------------------------------------------- | ------------------- | ------------------- | ------------------- | ------------------- | ------------------- | ------------------- | ------------------- | ------------------- | ------------------- | ------------------- | ------------------- | ------------ |
| 2003                                                     | „Mon étoile” (jako Linkup)                    | 1                   | —                   | 21                  | 11                  | —                   | —                   | —                   | —                   | —                   | —                   | —                   | Notre étoile |
| 2004                                                     | „Une seconde d'éternité” (jako Linkup)        | 20                  | —                   | —                   | 77                  | —                   | —                   | —                   | —                   | —                   | —                   | —                   | Notre étoile |
| 2004                                                     | „You and Me Bubblin” (jako Linkup feat. Blue) | 13                  | —                   | —                   | —                   | —                   | —                   | —                   | —                   | —                   | —                   | —                   | Guilty       |
| 2004                                                     | „Showbiz (The Battle)”                        | 10                  | —                   | 12                  | 19                  | —                   | —                   | —                   | —                   | —                   | —                   | —                   | M.Pokora     |
| 2005                                                     | „Elle me contrôle” (feat. Sweety)             | 6                   | —                   | 11                  | 23                  | —                   | —                   | —                   | —                   | —                   | —                   | —                   | M.Pokora     |
| 2005                                                     | „Pas sans toi”                                | 4                   | 16                  | 4                   | 35                  | —                   | —                   | —                   | —                   | —                   | —                   | —                   | M.Pokora     |
| 2006                                                     | „De retour” (featuring Tyron Carter)          | 6                   | —                   | 11                  | —                   | —                   | —                   | —                   | —                   | —                   | —                   | —                   | Player       |
| 2006                                                     | „It’s Alright” (duet z Ricky Martin)          | 4                   | 13                  | 11                  | 18                  | —                   | —                   | —                   | —                   | —                   | —                   | 38                  | Player       |
| 2006                                                     | „Oh la la la (Sexy Miss)” (featuring Red Rat) | 21                  | —                   | 37                  | —                   | —                   | —                   | —                   | —                   | —                   | —                   | —                   | Player       |
| 2006                                                     | „Mal de guerre”                               | 10                  | —                   | 19                  | 78                  | —                   | —                   | —                   | —                   | —                   | —                   | —                   | Player       |
| 2008                                                     | „Dangerous” (feat. Timbaland & Sebastian)     | 1                   | 19                  | 2                   | 28                  | 15                  | 32                  | 16                  | 10                  | 18                  | 38                  | 59                  | MP3          |
| 2008                                                     | „They Talk Sh*t about Me” (featuring Verbz)   | 26                  | —                   | —                   | —                   | —                   | —                   | —                   | —                   | —                   | 28                  | —                   | MP3          |
| 2008                                                     | „Catch Me if You Can”                         | —                   | —                   | —                   | —                   | —                   | —                   | —                   | —                   | —                   | 11                  | —                   | MP3          |
| 2008                                                     | „Through The Eyes”                            | —                   | —                   | —                   | —                   | —                   | —                   | —                   | —                   | —                   | 28                  | —                   | MP3          |
| 2010                                                     | „Juste une photo de toi”                      | —                   | —                   | —                   | —                   | —                   | —                   | —                   | —                   | —                   | 1                   | —                   | Mise A Jour  |
| 2011                                                     | „Mirage”                                      | —                   | —                   | —                   | —                   | —                   | —                   | —                   | —                   | —                   | 10                  | —                   | Mise A Jour  |
| 2011                                                     | „Oblivion”                                    | —                   | —                   | —                   | —                   | —                   | —                   | —                   | —                   | —                   | —                   | —                   | Updated      |
| 2012                                                     | „Wanna Feel You Now” (& Patricia Kazadi)      | —                   | —                   | —                   | —                   | —                   | —                   | —                   | —                   | —                   | —                   | —                   | –            |
| „—” oznacza, że singel nie był notowany na danej liście. |                                               |                     |                     |                     |                     |                     |                     |                     |                     |                     |                     |                     |              |

DVD
- 2005: Un An Avec M. Pokora
- 2006: 100% VIP
- 2006: Player Tour
- 2013: Live a Bercy 2012 (4 marca)